# My Secret Passion
My Secret Passion (sottotitolo THE ARIAS) è un album discografico in studio del cantante statunitense Michael Bolton con la Philharmonia Orchestra diretta da Steven Mercurio, pubblicato nel 1998.

## Tracce
1. Pourquoi me réveiller? (da Werther di Jules Massenet)
2. Nessun dorma! (da Turandot di Giacomo Puccini)
3. Una furtiva lagrima (da L'elisir d'amore di Gaetano Donizetti)
4. M'apparì ( da Martha di Friedrich von Flotow)
5. Che gelida manina (da La bohème di Giacomo Puccini)
6. 'O soave fanciulla (da La Bohème di Giacomo Puccini) - duetto con Renée Fleming
7. Vesti la giubba (da Pagliacci di Ruggero Leoncavallo)
8. E lucevan le stelle (da Tosca di Giacomo Puccini)
9. Recondita armonia (da Tosca di Giacomo Puccini)
10. È la solita storia (da L'Arlesiana di Francesco Cilea)
11. Celeste Aida (da Aïda di Giuseppe Verdi)

## Classifiche
| Classifica (1998)     | Posizione massima |
| --------------------- | ----------------- |
| Billboard 200         | 112               |
| Top Classical         | 1                 |
| Official Albums Chart | 25                |
| Germania              | 44                |